# Michael Brynntrup
 (juin 2021).
Si vous disposez d'ouvrages ou d'articles de référence ou si vous connaissez des sites web de qualité traitant du thème abordé ici, merci de compléter l'article en donnant les références utiles à sa vérifiabilité et en les liant à la section « Notes et références ».
Michael Brynntrup (né le 7 février 1959 à Münster) est un cinéaste et artiste vidéo allemand. Outre des films expérimentaux et des installations vidéo, ses travaux les plus connus incluent des projets d'électrographie, d'art numérique et d'art en ligne.

## Biographie
Les informations biographiques sur son site Internet présentent Michael Brynntrup ainsi : « Décès du frère jumeau identique à la naissance, étude de la philosophie depuis lors. » Cette courte biographie est programmatique : les motifs de la mort, de la naissance, de la doublure et de la répétition sont présents dans presque chacun de ses films, toujours avec des nuances philosophiques. Plötzlich und unerwartet – eine Déjà-Revue commence avec une citation de Michel de Montaigne : « La préméditation de la mort est préméditation de la liberté. Qui a appris à mourir, il a désappris à servir. » La liberté et ses frontières sont toujours thématiques dans leur contenu, leur contenu et leur forme dans les œuvres de Brynntrup. Dans ses films, il traite des transgressions, des extrêmes et des tabous ; en tant que cinéaste expérimental, il examine par exemple la réalité des médias sociaux (comme dans le film E.K.G. Expositus, 2003) et tente de développer un langage cinématographique qui dépasse de loin les limites techniques, les habitudes de visionnage et les conventions du cinéma.
Michael Brynntrup (ou Brinntrup, Bryntrup) vient d’une famille paysanne de Westphalie établie de longue date près de Münster. Brynntrup a son abitur en 1977 au lycée Saint-Paul de Münster puis étudie le droit et la philosophie. En 1981, Brynntrup s'installe à Fribourg, où il étudie la littérature et l'histoire de l'art. Il formule son engagement théorique avec l'art contemporain dans l'essai Eine Vorstudie zum Schlusspkt (1981).

## Œuvre
Lors d'un voyage de plusieurs mois en Italie (1981-1982), il commence son premier film September, Wut – eine Reise qu'il termine en 1982 à Berlin. Brynntrup vit depuis lors à Berlin. À la fin des années 1980, il travaille presque exclusivement avec le Super 8. Le résultat est de multiples projections, de réalisations de performances et principalement des courts métrages, qui sont largement utilisés à l'époque de la mode du format Super 8. Le film le plus célèbre de l’époque est Jesus – Der Film (de), film monumental de deux heures en Super 8, auquel plus de vingt cinéastes et groupes font un épisode du Nouveau Testament.
À la fin des années 1980, il crée Der Elefant aus Elfenbein, un cycle de huit danses de la mort dans lequel des artistes de performance jouent dans chaque épisode avec un crâne. Le cycle s'achève en 1993 avec Plötzlich und unerwartet – eine Déjà-Revue tourné en 16 mm. Le Zyklus der Totentänze et d’autres films anciens sont nés en réaction à l'épidémie de sida ; dans les années 1990, Brynntrup se consacre de plus en plus à l'homosexualité. Des films tels que Aide Mémoire et Loverfilm sont projetés dans le monde entier lors de festivals du film gay et lesbien, de courts métrages et de films expérimentaux.
À partir du milieu des années 1990, Brynntrup met au point plusieurs projets de CD-ROM et d’autres supports interactifs. Le premier film pour Internet est NO FILM | NO FILM (1999), qui existe en deux versions. Le projet TABU2000 (1994) est un précurseur des blogs.
Les œuvres de Brynntrup échappent consciemment au marché de l'art quand, comme TABU2000.NET, elles commentent ironiquement et contrecarrent le système d'exploitation de l'art en établissant un contact direct entre l'artiste et le public sans le détour par le biais de galeries. Beaucoup de ses œuvres véhiculent explicitement un contenu autobiographique, presque privé, faisant de l'audience un associé et un collaborateur. Cet aspect est renforcé dans ses installations vidéo. Pendant plus d'une décennie (à partir de 2001), Brynntrup fait des voyages annuels en Asie, où il travaille pour le groupe Yellow Fever. Le résultat est un grand nombre d'installations vidéo et de photographies, qui sont combinées et exposées dans la salle de production éponyme.

## Filmographie
- 1982 : September, Wut, eine Reise
- 1983 : Der Rhein – ein deutsches Märchen
- 1983 : Todesstreifen – ein deutscher Film
- 1983–1985 : So sieht eine Prise aus
- 1984 : Handfest – freiwillige Selbstkontrolle
- 1986 : Veronika (vera ikon)
- 1986 : Testamento Memori
- 1986 : Jesus – Der Film (de)
- 1986–1989 : Iss doch wenigstens das Fleisch auf
- 1987 : Höllensimulation – frei nach Platos Höhlengleichnis
- 1989 : Narziss und Echo
- 1989–1993 : Homo Erectus
- 1990 : Die Statik der Eselsbrücken
- 1991 : Liebe, Eifersucht und Rache
- 1993 : All you can eat
- 1993 : Plötzlich und unerwartet – eine Déjà-Revue
- 1995 : Aide Mémoire – ein schwules Gedächtnisprotokoll
- 1996 : Loverfilm – eine unkontrollierte Freisetzung von Information
- 1998 : Tabu V (wovon man nicht sprechen kann)
- 1999 : NY ’NY ’n why not
- 1999–2006 : Gender Agenda
- 2000 : Netc.Etera – der Film zum Film
- 2000 : Kein Film | No Film
- 2001 : Achtung – die Achtung
- 2002 : Stummfilm für Gehörlose
- 2003 : E.K.G. Expositus (die öffentlichen und die künstlerischen Medien)
- 2004 : Blue Box Blues (die Inszenierung einer Fotografie)
- 2005 : Das Ovo
- 2005 : The Hong Kong Showcase (eine Fallstudie)
- 2006 : Tabu2000.net
- 2007 : Face It! (Cast Your Self)
- 2010 : IMAGEFILM_101010
- 2011 : Totale Mondfinsternis über dem Meer